# 현왕
현왕(玄王, 생몰년 미상 재위 316년~346년)은 부여의 실질적인 마지막 왕이다. 성은 부여(夫餘), 이름은 현(玄)이다. 전연의 공격을 받아 나라를 잃고 전연의 왕인 모용황의 사위가 되었다.

## 생애
현왕의 생몰년 및 즉위 시기는 알 수 없다. 의라왕과의 관계 역시 알려져 있지 않다. 346년에 선비족 모용씨가 세운 전연의 공격을 받아 크게 패배하고 포로가 되었다. 전연의 왕 모용황(慕容皝)은 세자인 모용준과 4남인 모용각을 시켜 부여를 공격하고, 현왕과 부여의 백성 5만 명을 전연으로 끌고와 사실상 부여를 멸망시켰다. 모용황은 부여 유민들을 회유하기 위해 현왕을 사위로 삼고 진동장군(鎭東將軍)에 임명하였다.

## 가족 관계
- 부인 : 모용씨(慕容氏) 모용황(慕容皝)의 딸
- 장인 : 모용황(慕容皝, 297~348, 재위:337~348)
- 장모  : 미상

## 현왕이 등장한 작품
- 《근초고왕》 (KBS, 2010년~2010년 배우: 박용진

## 참고 자료
- 이도학(李道學), 〈현왕(玄王)에 대하여〉, 《한국역대인물 종합정보시스템》, 한국학중앙연구원
- 현왕 - 두산세계대백과사전